# Gilze en Rijen
Gilze en Rijen (anhörenⓘ) ist eine Gemeinde in den Niederlanden, Provinz Noord-Brabant. Ihre Einwohnerzahl beträgt 28.611 (Stand 1. Januar 2025). Die Gesamtoberfläche der Gemeinde ist 65,66 km².

## Orte
- Rijen (etwa 16.790 Einwohner), hier hat die Gemeindeverwaltung ihren Sitz
- Gilze (etwa 8885 Einwohner)
- Molenschot (etwa 1220 Einwohner)
- Hulten (etwa 450 Einwohner)

## Lage und Wirtschaft
Rijen liegt acht Kilometer östlich von Breda und zwölf Kilometer westlich von Tilburg, etwa 4 Kilometer nördlich der Autobahn A 58 und an der Eisenbahn zwischen diesen beiden Städten. In Rijen befindet sich auch der Bahnhof Gilze-Rijen. Ebenso führt eine Landstraße von Breda nach Tilburg durch Rijen.
Südlich von Rijen liegt die Vliegbasis Gilze-Rijen (ein Militärflugplatz), heute Heimatstützpunkt von Helikoptern. Er ist ein bedeutender NATO-Stützpunkt in den Niederlanden und hat eine 2779 m lange Start- und Landebahn. Die „Koninklijke Luchtmacht“ (niederländischen Luftstreitkräfte), ist der größte Arbeitgeber in der Gemeinde.
Weiter nach Süden liegt das Dorf Gilze, wo der Tourismus von Bedeutung ist. Westlich der Luftwaffenbasis liegt Molenschot, ein kleines Bauerndorf, das eine der Heiligen Anna geweihten Wallfahrtskapelle hat.
Verbreitet über die Gemeinde gibt es Landwirtschaft und Kleingewerbe sowie mehrere Hotels und Campingplätze.

## Geschichte
Die beiden größten Dörfer entstanden im Mittelalter und bekamen bald eigene Kirchen. Der Achtzigjährige Krieg traf Gilze schwer. Es wurde 1584 überfallen, geplündert und gebrandschatzt durch Soldaten, die ihr Lager in der Nähe von Antwerpen hatten. Später wurden hier auch Soldaten des Heeres einquartiert, was manchmal verheerende Folgen für die Dörfer hatte. Im 17. Jahrhundert wurde die Wallfahrtskapelle von Molenschot gebaut. Im Jahr 1762 brannte ein Teil von Gilze nieder, nachdem ein Brandstifter eine Kirche angezündet hatte.
Als 1863 die Eisenbahn eröffnet wurde, siedelten sich hier Gerbereien an. Die Bearbeitung des Leders für die Herstellung von Schuhen war schon lange ein wichtiger Nebenverdienst der ortsansässigen Bauern gewesen. Nach 1950 ging diese Industrie allmählich ein. Siehe dazu: Waalwijk.
Inzwischen war der 1910 gegründete Militärflugplatz der niederländische Luftwaffe immer bedeutender geworden. Auch die deutschen Besatzungstruppen lieferten dazu 1941 einen Beitrag.  
Er kam 2005 erneut in die Schlagzeilen, als ein großer, zum Teil immer noch unaufgeklärter Waffenraub stattfand.
Am 25. Juli 2019 wurde in Gilze en Rijen mit 40,7 Grad Celsius die bis dato höchste Temperatur in den Niederlanden gemessen.

## Sehenswürdigkeiten

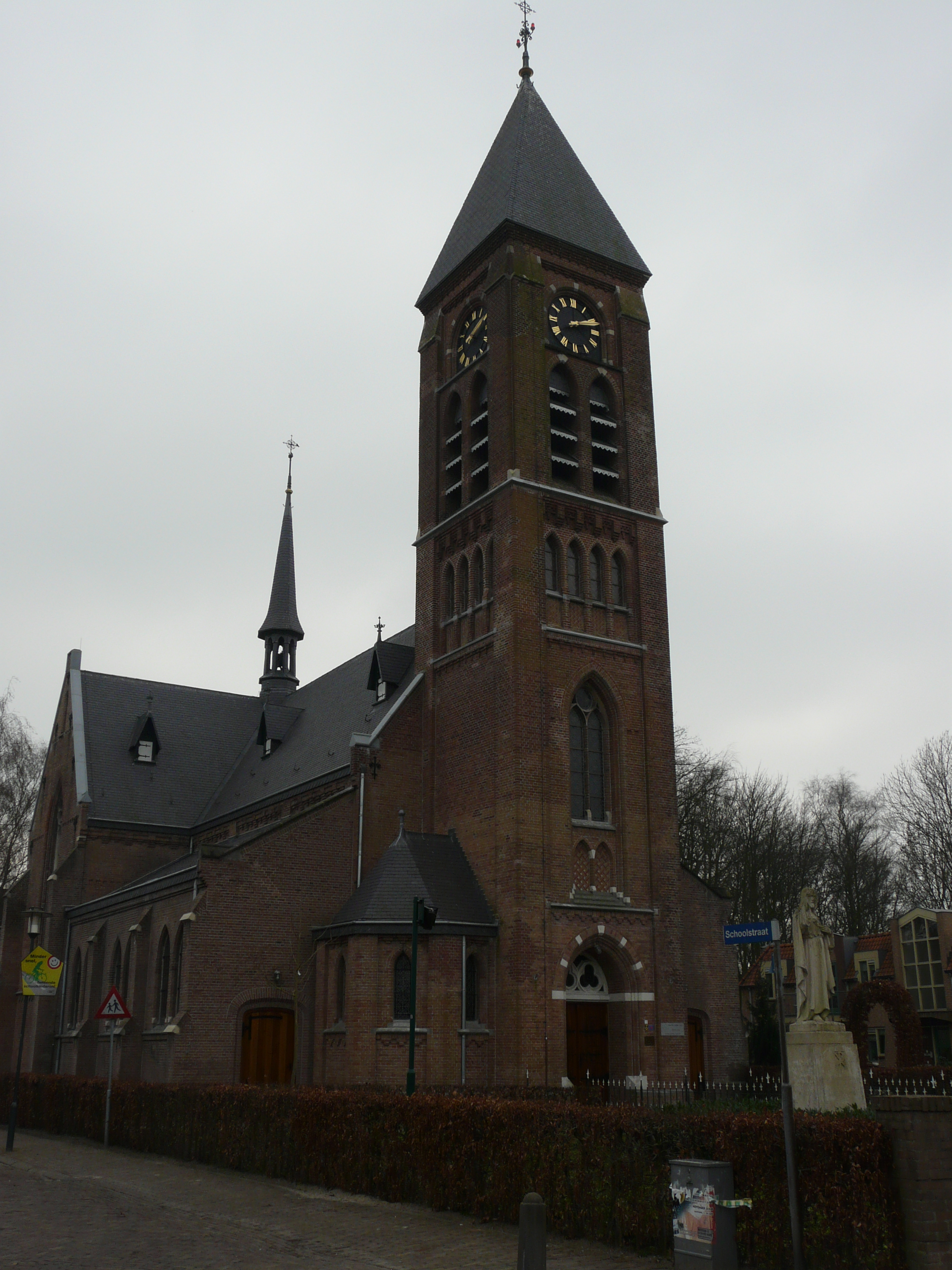
Wallfahrtskapelle St. Annen

- Die Wälder südlich von Rijen und westlich von Gilze
- Einige schöne alte Bauernhöfe
- Die Wallfahrtskapelle St. Annen in Molenschot. Jedes Jahr am 26. Juli pilgern viele Menschen aus ganz Brabant hierher. Sie beten dann um entweder einen passenden Ehemann, eine passende Ehefrau oder dass sie ein Kind bekommen. Vor Ort sagt man: „Naar Molenschot gaat ieder Anneke om een Manneke, Ieder Manneke om een Anneke.“ Auf Deutsch etwa: Jedes Ännchen geht nach Molenschot um ein Männchen, und jedes Männchen um ein Ännchen. Dieses Fest geht mit einer Kirmes einher.

## Politik
Die Kommunalwahl am 16. März 2022 konnte die lokale Wählergruppe Kern ’75 mit einem Vorsprung von 200 Stimmen für sich entscheiden. In der Legislaturperiode 2018–2022 bildete diese eine Koalition mit Gemeentebelang und der CDA.

### Gemeinderat
Der Gemeinderat wird seit 1982 folgendermaßen gebildet:
| Partei                                   | Sitze | Sitze | Sitze | Sitze | Sitze | Sitze | Sitze | Sitze | Sitze | Sitze | Sitze |
| Partei                                   | 1982  | 1986  | 1990  | 1994  | 1998  | 2002  | 2006  | 2010  | 2014  | 2018  | 2022  |
| ---------------------------------------- | ----- | ----- | ----- | ----- | ----- | ----- | ----- | ----- | ----- | ----- | ----- |
| Kern ’75 a                               | 4     | 4     | 3     | 5     | 4     | 4     | 4     | 7     | 8     | 5     | 6     |
| Groen Gilze en Rijen                     | –     | –     | –     | –     | –     | –     | –     | –     | –     | –     | 6     |
| Gemeentebelang b                         | 2     | 2     | 2     | 3     | 3     | 4     | 3     | 3     | 5     | 5     | 2     |
| D66                                      | 0     | –     | –     | 1     | 0     | –     | –     | –     | –     | 2     | 2     |
| PvdA                                     | 2     | 4     | 3     | 2     | 3     | 3     | 6     | 5     | 2     | 2     | 2     |
| VVD                                      | 2     | 2     | 1     | 1     | 2     | 1     | 2     | 3     | 2     | 3     | 2     |
| CDA c                                    | 5     | 7     | 10    | 3     | 3     | 3     | 3     | 3     | 4     | 4     | 1     |
| Locaal Belang a                          | –     | –     | –     | 4     | 4     | 4     | 3     | –     | –     | –     | –     |
| Liberalen ’90                            | –     | –     | 0     | –     | –     | –     | –     | –     | –     | –     | –     |
| Plaatselijke Groepering Gilze en Rijen d | 1     | 0     | –     | –     | –     | –     | –     | –     | –     | –     | –     |
| Lijst Boemaars c                         | 3     | –     | –     | –     | –     | –     | –     | –     | –     | –     | –     |
| Gesamt                                   | 19    | 19    | 19    | 19    | 19    | 19    | 21    | 21    | 21    | 21    | 21    |

Anmerkungen

### College van B&W
Die Koalitionsparteien CDA, Gemeentebelang und Kern ’75 werden im College van burgemeester en wethouders durch jeweils einen Beigeordneten vertreten. Folgende Personen gehören zum Kollegium:
| Funktion         | Name                | Partei         | Anmerkung                     |
| ---------------- | ------------------- | -------------- | ----------------------------- |
| Bürgermeister    | Derk Alssema        | CDA            | seit dem 7. April 2020 im Amt |
| Beigeordnete     | Ariane Zwarts       | Gemeentebelang | –                             |
| Beigeordnete     | Aletta van der Veen | Kern ’75       | –                             |
| Beigeordnete     | Rolph Dols          | CDA            | –                             |
| Gemeindesekretär | René Wiersema       | –              | seit März 2018 im Amt         |

## Söhne und Töchter der Stadt
- Janus Theeuwes (1886–1975), Bogenschütze
- Marcellin Theeuwes OCart (1936–2019), katholischer Ordensgeistlicher
- Rebecca Noldus (* 1964), Schriftstellerin
- Jeroen Blijlevens (* 1971), Radrennfahrer
- Jürgen Wouters (* 1981), Badmintonspieler